# Chloronana celsa
Chloronana celsa är en insektsart som beskrevs av Delong och Freytag 1964. Chloronana celsa ingår i släktet Chloronana och familjen dvärgstritar. Inga underarter finns listade i Catalogue of Life.